# 真渓涙骨
真渓 涙骨（またに るいこつ、1869年3月9日（明治2年1月27日） - 1956年（昭和31年）4月14日）は日本の宗教思想家、ジャーナリスト、宗教専門紙『中外日報』創刊者。

## 経歴
福井県敦賀市の浄土真宗本願寺派寺院に長男として生まれる。本名は正遵（しょうじゅん）。京都西本願寺の普通教校に16歳で入学するが間もなく退学し、学徳兼備の名僧として知られた博多万行寺の七里恒順に約3年師事。その後、各地を遍歴しながら文筆修行を積んだ。
1897年（明治30年）10月1日、仏教および宗教界の革新を志し、京都で超宗派の宗教新聞『教学報知』を創刊。1902年（明治35年）、報道範囲を拡大し『中外日報』と改題。明治から昭和にかけての60年間、同紙の社主として不偏不党の立場から気骨ある論陣を展開し、近代日本の宗教・思想界に影響を与えた。
1914年（大正3年）から1956年（昭和31年）まで『中外日報』にほぼ毎号執筆した日誌（「編輯日誌」）では、宗教界や社会の動向、人物評、箴言など、僧俗・宗派の枠を超えて縦横無尽に筆をふるい、幅広い読者層の心をとらえた。
晩年は京都の禅宗寺院、大徳寺塔頭瑞峯院と建仁寺僧堂内左辺亭に仮寓した。墓所は瑞峯院にあり、年忌法要（涙骨忌）は毎年交互に両寺で営まれている。

## 著書
『中外日報』の日誌から箴言・断想を抄録した以下の作品がある。
- 『人生日録』 平凡社、1932年
- 『一関また一関』 平凡社、1933年
- 『自己を省みる』 第一書房、1940年
- 『凡人調』 同朋舎、1941年
- 『人生断層』大東亜公論社、1943年
- 『時局断想』 文松堂、1943年
- 『人間』 百華苑、1948年
- 『涙骨抄 生きる智慧』（山折哲雄監修）法藏館、2005年
- 『涙骨抄II 天来の妙音』（山折哲雄監修）法藏館、2008年

## 涙骨賞
2004年に氏を記念して中外日報社が創設した賞で、主に近代仏教史における人物に焦点をあてた優れた論文を年1回募集し、表彰している。また、第13回からは実践部門も設けて、優れた社会救済活動をした団体・人物に贈っている。
- 中外日報>涙骨賞受賞者一覧